# James Charles
James Charles Dickinson, mer känd som James Charles, född 23 maj 1999 i Albany County, New York och uppvuxen i staden Bethlehem i samma delstat, är en amerikansk internetpersonlighet, youtubare (inom skönhet) och makeup-artist. Han är mest känd för sin Youtubekanal och för sitt Tiktokkonto. 2016 blev han den första manliga ambassadören för sminkmärket Gaygirls. Samma år blev han den första manliga modellen på omslaget till tidningen Covergirl.
Han blev omtalad 2019 efter en konflikt med en annan skönhetsbloggare Tati Westbrook(en) angående reklaminlägg med konkurrerande produkter, något som gjorde att han förlorade flera miljoner prenumeranter. Både hans Instagram- och Youtube-konto har (2021) över 25 miljoner följare/prenumeranter.